# José Betancourt
José E. Betancourt Rosario (ur. 8 stycznia 1963) – portorykański zapaśnik walczący w obu stylach. Trzykrotny olimpijczyk. Odpadł w eliminacjach w Los Angeles 1984, jedenasty w Barcelonie 1992 i dwudziesty w Atlancie 1996. Na igrzyskach wystąpił w stylu wolnym. Walczył w kategoriach 68–90 kg.
Trzykrotny medalista igrzysk panamerykańskich (srebro w 1995) i pięciokrotny mistrzostw panamerykańskich (srebro w 1990, 1992 i 1993). Ośmiokrotny medalista igrzysk Ameryki Środkowej i Karaibów w latach 1982-2002. Drugie i trzecie miejsce na mistrzostwach Ameryki Centralnej w 1990 roku.